# Hecalapona apicella
Hecalapona apicella är en insektsart som beskrevs av Delong 1981. Hecalapona apicella ingår i släktet Hecalapona och familjen dvärgstritar. Inga underarter finns listade i Catalogue of Life.